# トレ・テムル (楚王)
トレ・テムル（Töre-temür、生没年不詳）は、トルイの庶子のボチュクの曾孫で、モンゴル帝国の皇族。『元史』などの漢文史料では脱烈鉄木児、『集史』などのペルシア語史料ではتورا تیمور,Tūrā tīmūrと記される。

## 概要
トレ・テムルはボチュクの嫡孫のヤクドゥの嫡子として生まれた。ヤクドゥはクビライ・カアンに仕えてシリギの乱やカイドゥの乱鎮圧に功績を挙げており、多くの戦功によって鎮遠王に封ぜられている。クビライの死後は引き続きテムル・カアンにも仕えたが、テムル・カアンの治世末期にはブルガン・ハトゥンが実権を握っており、多くの官僚の中でブルガンに対する反発が広がっていた。
テムル・カアンには後継ぎがおらず、皇族の中で最も帝位に近かったのはテムルの兄のダルマバラの息子たち（カイシャン、アユルバルワダ）であったが、カイシャンらが帝位に即くのを嫌ったブルガンは安西王アナンダを擁立しようとした。これに対しヤクドゥを始め反ブルガン派の王族・官僚がダルマバラの遺児を擁立しよう図ったが、ブルガンの工作によって当時カイシャンはカイドゥとの戦いの最前線に、アユルバルワダとその母のダギは懐州に流されていたため、両者はそれぞれ別にブルガン政権転覆の活動を行うこととなった。
比較的朝廷に近い位置にいたアユルバルワダが先に行動を起こし、クーデターによってブルガン・アナンダらを捕らえ実権を握ったものの、同時期にカイシャンがモンゴリアで諸王の支持を得て南下してきたため、最終的にはカイシャンが新たにカアンとなった。しかしカイシャンもクーデターを行ったアユルバルワダの功績を無視できず、アユルバルワダを「皇太子」とせざるを得なかったが、アユルバルワダがカアン位に即いた後は自分の息子（コシラ）を皇太子とする、という約束が為された。ヤクドゥもまたカイシャン即位に尽力しており、この功績によって最高ランクの楚王に封ぜられている。
カイシャン・カアンの死と前後してヤクドゥも亡くなったようで、ヤクドゥの息子のトレ・テムルは仁宗アユルバルワダ（ブヤント・カアン）より楚王位を受け継ぐよう命ぜられた。時にアユルバルワダとダギ母子はカイシャンとの約束を破ってカイシャンの息子のコシラではなくシデバラを皇太子としようと画策し、コシラは周王に封ぜられて雲南に行くよう命ぜられた。コシラが延安に到着したところで陝西行省丞相アスカンがコシラを擁立して叛乱を起こそうとしたが、アスカンは謀殺され叛乱は失敗に終わった。
叛乱が失敗に終わったコシラはやむなく中央アジアに逃れたが、当時中央アジアでは元カイシャン配下の将軍とチャガタイ・ウルスとの間で戦闘が行われており、カイシャンの遺児のコシラがやってきたことでアルタイ山脈以西にチャガタイ家とアルタイ駐留の元朝軍の連合が成立した。このコシラの「西出」にトレ・テムルも従っており、この罪によって家財の半ばを没収されてしまったという。
コシラの叛乱はシデバラ-イェスン・テムル時代まで続いたが、イェスン・テムル・カアンが亡くなりカアン位を巡って天暦の内乱が起こると、好機と見たコシラはチャガタイ家諸王の後援を受けてモンゴリアに進出し帝位を窺った。エル・テムルの後援によって一度は帝位に即いたトク・テムルであったが、コシラの有する軍事力には敵わないと見てコシラにカアン位を譲り、コシラが第13代カアンとなった。即位したコシラは自分に従って罪を得たトレ・テムルの名誉を回復し、楚王に再び封じ、没収された家財を全てトレ・テムルのもとに戻すよう命じた。
これ以後のトレ・テムルの動向は不明であるが、その死後には息子のバートルが後を継いで楚王に封ぜられている。

## 子孫
『元史』宗室世系表では楚王家の系図を以下のように伝える：
- ボチュク（Böčök, 撥綽／بوچگBūchag）
  - セビルゲル大王(Sebilger,薛必烈傑児／سبکسال,Sebksāl))
    - 楚王ヤクドゥ(Yaqudu,牙忽都／جاوتو,Jāwtū)
      - 楚王トレ・テムル(Töre-tämür,脱烈鉄木児／تورا تیمور,Tūrā tīmūr)
        - 楚王バードゥル(Bādur,八都児)
          - エル・テムル王(El-temür,燕帖木児)
          - スゲ・テムル王(Süge-temür,速哥帖木児)
          - ドロ・ブカ王(Doro-buqa,朶羅不花)